# أندرسون راسيل
أندرسون راسيل (بالإنجليزية: Anderson Russell)‏ هو لاعب كرة قدم أمريكية أمريكي، ولد في 30 مايو 1987 في أتلانتا في الولايات المتحدة.

## وصلات خارجية
- أندرسون راسيل على موقع مرجع كرة القدم المحترفة.كوم (الإنجليزية)